# Seleção Argentina de Voleibol Feminino
A Seleção Argentina de Voleibol Feminino representa a Argentina em competições internacionais de voleibol. Não possui nenhum grande feito mundialmente. Seus maiores destaques são seis medalhas de prata em Campeonatos Sul-americanos. 
Atualmente a equipe da Argentina tem se mostrado mais preparada para competir bem em torneiros internacionais. Ainda que historicamente seja mais frágil que a Seleção Peruana, a nível continental, tem podido nos últimos anos incomodar as rivais incaicas e algumas vezes roubar-lhe o lugar de vice-campeão em campeonatos sul-americanos, competição dominada pelo Brasil.

## Principais resultados

### Jogos Olímpicos
| Ano  | Sede           | Colocação |
| ---- | -------------- | --------- |
| 2016 | Rio de Janeiro | 9º        |

### Campeonato Mundial
| Ano  | Sede     | Colocação |
| ---- | -------- | --------- |
| 1960 | Brasil   | 8º        |
| 1982 | Peru     | 18º       |
| 1990 | China    | 15º       |
| 2002 | Alemanha | 17º       |
| 2014 | Itália   | 17º       |

### Copa do Mundo
| Ano  | Sede    | Colocação |
| ---- | ------- | --------- |
| 1973 | Uruguai | 8º        |
| 1999 | Japão   | 11º       |
| 2003 | Japão   | 11º       |
| 2011 | Japão   | 10º       |
| 2015 | Japão   | 8º        |

### Grand Prix
| Ano  | Sede     | Colocação |
| ---- | -------- | --------- |
| 2011 | Macau    | 14º       |
| 2012 | Ningbo   | 15º       |
| 2013 | Sapporo  | 16º       |
| 2014 | Tóquio   | 17º       |
| 2015 | Omaha    | 19º       |
| 2016 | Bancoque | 17º       |
| 2017 | Nanquim  | 22º       |

### Liga das Nações \ Challenger Cup
- Liga 2018 - 16º lugar (rebaixado)
- CC 2019 - 3º lugar

### Jogos Pan-Americanos
| Ano  | Sede          | Colocação |
| ---- | ------------- | --------- |
| 1983 | Caracas       | 6º        |
| 1991 | Havana        | 6º        |
| 1995 | Mar del Plata | 4º        |
| 2015 | Toronto       | 6º        |
| 2019 | Lima          | 3º        |

## Equipe atual
As jogadoras apresentadas abaixo representaram a Argentina no Torneio Pré-Olímpico de Voleibol Feminino de 2020 - América do Sul, no qual este país finalizou na primeira posição.